# Maomé ibne Alcair ibne Maomé
Maomé ibne Alcair ibne Maomé (Muhammad ibn al-Khayr ibn Muhammad) foi um emir dos magrauas setentrionais do Magrebe Ocidental no século X, governando de cerca de 971 até 985/986, e um dos membros do clã dos Banu Cazar. 

## Vida

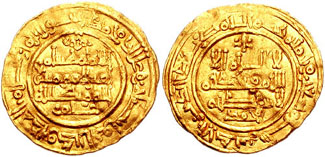
Dinar de r.

Maomé era filho do emir Alcair ibne Maomé, o último a governar todos os magrauas no Magrebe Central. Sucedeu ao pai após ele ser capturado e morto pelas tropas do Califado Fatímida perto de Sijilmassa, porém compartilha o poder com seus primos Ziri e Mucatil ibne Atia. Pouco depois, os magrauas emigrados se dividiram em dois grupos, um setentrional e outro meridional, e Maomé e seus primos governaram sobre os primeiros. Em 975-976, segundo uma lista fornecida pelas fontes, Maomé estava na comitiva do general Jafar ibne Ali ibne Hamadune, antigo aliado de seu pai. Em 979-980, quando Bologuine fez nova expedição nas fronteira do Magrebe Ocidental, Maomé fugiu ao Alandalus, onde pediu apoio do hájibe Almançor que chefiava o Califado de Córdova para o califa Hixame II (r. 976–1009).
Almançor respondeu enviando uma expedição ao Magrebe sob Jafar ibne Ali e Bologuine se retirou. Em 985/989, Maomé apareceu no topo de uma lista de emires magrauas que estiveram com Abu Aláqueme Amir, governador omíada do Magrebe Ocidental. Porém, a lista deixa claro que Mucatil estava numa posição superior ao de Maomé, o que indica que o último perdeu seu título para seu primo em 985/986 ou alguma data posterior. Não se sabe seu destino depois disso.